# Cyathea holdridgeana
Cyathea holdridgeana là một loài thực vật có mạch trong họ Cyatheaceae. Loài này được Nisman & L.D. Gómez mô tả khoa học đầu tiên năm 1971.